# Грозотто
Грозотто, Ґрозотто (італ. Grosotto) — муніципалітет в Італії, у регіоні Ломбардія,  провінція Сондріо.
Грозотто розташоване на відстані близько 520 км на північ від Рима, 125 км на північний схід від Мілана, 34 км на північний схід від Сондріо.
Населення — 1621 особа (2014).

## Демографія
Населення за роками:

Станом на 1 січня 2023 року в муніципалітеті офіційно проживало 95 іноземців з 18 країн, серед них 46 громадян країн Євросоюзу та 2 громадяни України.

## Сусідні муніципалітети
- Брузіо
- Грозіо
- Маццо-ді-Вальтелліна
- Монно
- Поск'яво
- Вервіо